# Patroklos

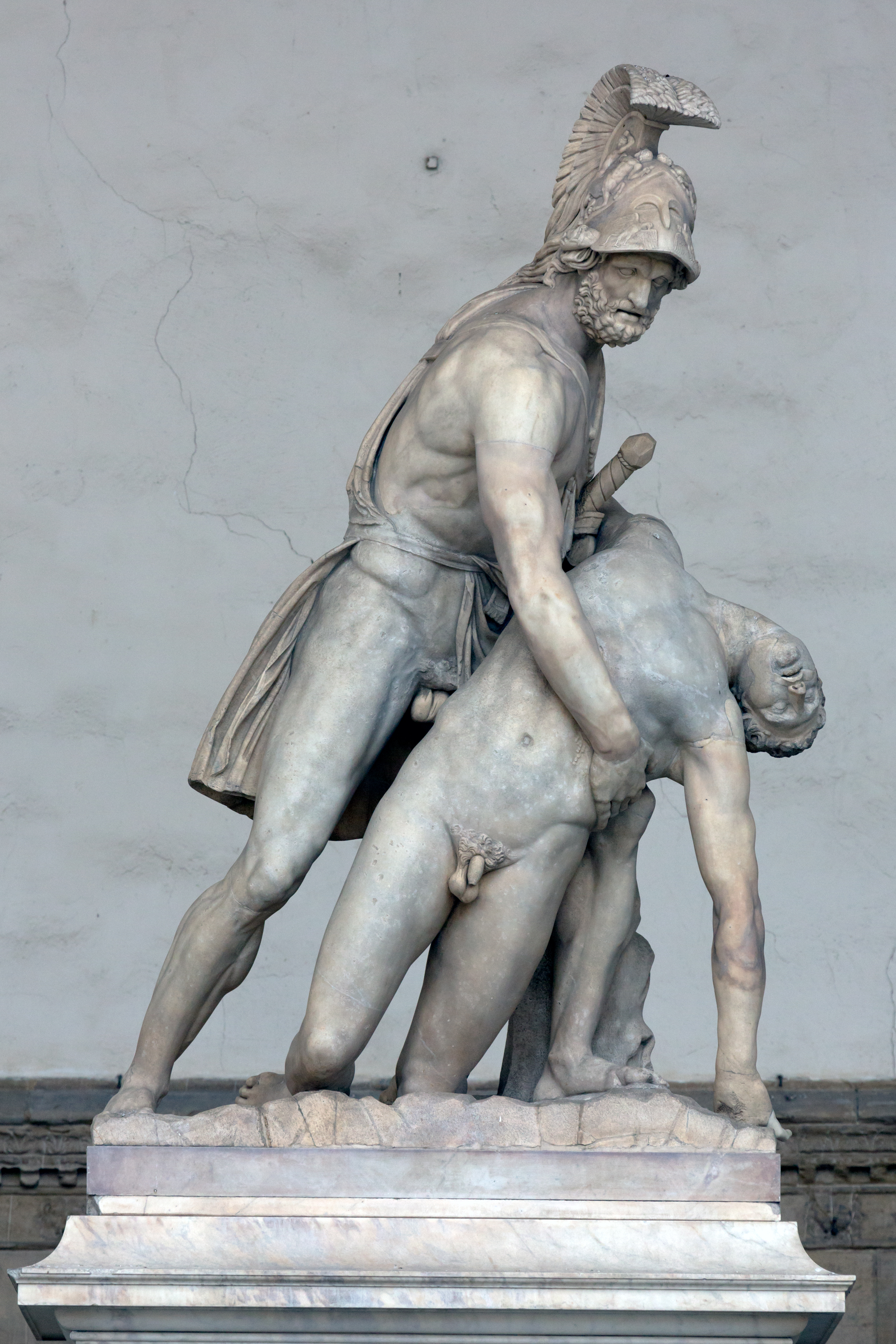
Die Leiche des Patroklos wird von Menelaos geborgen. Römische Skulpturengruppe, Florenz

Patroklos (altgriechisch Πάτροκλος Pátroklos, deutsch ‚Ruhm des Vaters‘, lateinisch Patroclus) ist in der griechischen Mythologie einer der griechischen Kämpfer vor Troja, Sohn des Menoitios und der Sthenele, der Freund und Waffengefährte des Achilleus.

## Leben
Als Kind tötet er in seiner Heimatstadt Opus beim Würfelspielen Kleitonymos, den Sohn des Amphidamas. Sein Vater entzieht ihn der Rache durch die Flucht und bringt ihn nach Phthia zu Peleus, der den Knaben freundlich aufnimmt und als Genossen seines Sohnes Achilleus erzieht.
Patroklos folgt dem Achilleus nach Troja. Als der sich grollend vom Kampf zurückgezogen hat, bleibt auch er lange Zeit tatenlos. Selbst als die Trojaner bedrohlich die Oberhand gewinnen und gar die Schiffe der Achäer bedrängen, lässt sich Achilleus nicht umstimmen. In einem Moment äußerster militärischer Not gestattet er Patroklos, an seiner statt einzugreifen. In der Rüstung des Achilleus wirft Patroklos sich an der Spitze der Myrmidonen in die Schlacht. Es gelingt ihm, die Trojaner zurückzutreiben, wobei er viele von ihnen erschlägt, so auch den Sarpedon, den König der Lykier, und Kebriones, den Halbbruder und Streitwagenfahrer Hektors. Doch wird er schließlich von Apollon betäubt und zum Teil entwaffnet, woraufhin ihn Euphorbos von hinten mit der Lanze durchbohrt. Hektor tötet ihn schließlich, nimmt dem Gefallenen die strahlende Rüstung Achilleus’ ab und beansprucht sie als Beute. Mit schützender Hilfe Ajax’ des Großen entreißt Menelaos den Feinden die Leiche des Patroklos, wobei Ajax den Euphorbos tötet.
Achilleus, außer sich vor Schmerz über den Tod seines geliebten Freundes, entsagt dem Zorn und kehrt in den Kampf zurück, um Patroklos zu rächen. Er tötet Hektor vor den Mauern Trojas im Kampf, da er die Schwachstelle seiner alten Rüstung kennt, und leitet damit die Wende des Krieges ein. Am Scheiterhaufen des Patroklos opfert Achilleus zwölf junge Trojaner und zieht die Leiche Hektors hinten an seinen Streitwagen gebunden zwölf Tage lang um das Grabmal seines Freundes.

## Beziehung zwischen Achilleus und Patroklos
In Homers Ilias wird die Beziehung zwischen Achilleus und Patroklos als eine enge Freundschaft beschrieben, die noch über den Tod hinausreichen sollte. Denn nach der Beweinung des toten Patroklos erscheint dieser dem Freund im Traum und bittet ihn um die Bestattung. Dabei soll Achilleus, weil auch er vor Troja den Tod finden wird, dafür sorgen, dass ihrer beider Gebeine in derselben goldenen Urne bestattet werden.
Bei Aischylos ist erstmals von einer päderastischen Beziehung die Rede. Im antiken Griechenland war Päderastie (Knabenliebe) gang und gäbe. Der „Liebhaber“ (Erastes) war in der Regel mindestens dreißig Jahre alt und war für den zwölf- bis achtzehnjährigen „Geliebten“ (Eromenos) eine Art Erzieher. Aischylos zufolge nimmt Achilleus die Rolle des „Liebhabers“, Patroklos die des „Geliebten“ ein. Platon kritisiert Aischylos im Symposion, indem er das Verhältnis zwischen Achilleus und Patroklos umgekehrt deutet: Achilleus sei der „Geliebte“, da er jünger und schöner sei als Patroklos. Achilleus’ Rache für Patroklos’ Tod deutet Platon als Folge von Achilleus’ Abhängigkeit von seinem „Liebhaber“. Auf der Sosias-Schale des um 500 v. Chr. tätigen Sosias-Malers wird Patroklos bärtig dargestellt und somit gegenüber dem unbärtigen Achilleus als der ältere gekennzeichnet.
Während auch Aischines in seiner Rede Gegen Timarchos auf den „edlen“, päderastischen Aspekt in der Beziehung zwischen Achilleus und Patroklos abhebt – was diese Beziehung von jenen des Timarchos, den er der Prostitution bezichtigt, unterscheidet –, betont Xenophon mit Worten, die er Sokrates im Symposion in den Mund legt, dass an der Beziehung nichts Erotisches gewesen sei. Spätere wie Theokrit, Martial und Lukian sahen das Verhältnis der beiden als homosexuelle Liebesbeziehung.

## Rezeption
Der französische Maler Jacques-Louis David (1748–1825) hat um 1780 in Rom ein Ölgemälde geschaffen, das den Liebhaber des Achilleus zeigt.
Nach Patroklos ist der am 17. Oktober 1906 von August Kopff in Heidelberg entdeckte Asteroid (617) Patroclus benannt. Patroklos ist der Titel eines 1944 erschienenen Theaterstücks von Robert Hohlbaum, das in der Zeit des Nationalsozialismus nicht aufgeführt wurde. Die US-amerikanische Philologin und Schriftstellerin Madeline Miller erzählt in ihrem 2011 erschienenen Roman Das Lied des Achill die Geschichte des Trojanischen Krieges aus Patroklos’ Perspektive. Im Zentrum steht seine Beziehung zu Achilleus, die Miller als Liebesbeziehung erzählt.